# Municipio de Lawrence (condado de Cumberland)
El municipio de Lawrence (en inglés: Lawrence Township) es un municipio ubicado en el condado de Cumberland en el estado estadounidense de Nueva Jersey. En el año 2010 tenía una población de 3.290 habitantes y una densidad poblacional de 33,03 personas por km².

## Geografía
El municipio de Lawrence se encuentra ubicado en las coordenadas 39°21′1″N 75°10′14″O / 39.35028, -75.17056.

## Demografía
Según la Oficina del Censo en 2000 los ingresos medios por hogar en el municipio eran de $46,083 y los ingresos medios por familia eran $48,456. Los hombres tenían unos ingresos medios de $36,891 frente a los $22,188 para las mujeres. La renta per cápita para la localidad era de $17,654. Alrededor del 8.9% de la población estaba por debajo del umbral de pobreza.